# SW780
SW780是一種人類膀胱移行細胞癌細胞系，最初分離自一名80歲接受使用噻替哌作為術前化療方案的白人女性膀胱移行細胞癌患者，而植板率則為41%。

## 研究用途
SW780細胞可用於不同類別的研究，例如SW780細胞可用於研究表沒食子兒茶素沒食子酸酯（EGCG）在體外和體內對SW780細胞的抗增殖和抗遷移作用，並且發現EGCG是通過激活胱天蛋白酶（胱天蛋白酶-8、胱天蛋白酶-9、胱天蛋白酶-3）Bax、Bcl-2和PARP誘導SW780細胞的凋亡，同時又發現了表明EGCG通過下調核因子活化B細胞κ輕鏈增強子（NF-κB）和基質金屬蛋白酶-9（MMP-9），抑制SW780細胞生長的證據。此外，有研究構建質粒pcDNA3.1-波形蛋白，並且將其轉染SW780細胞，研究波形蛋白對SW780細胞侵襲的影響。實驗結果表明波形蛋白增加SW780細胞的MMP-9分泌，明顯促進它的侵襲能力。除此之外，有研究人員研究膽鈣化醇聯合二甲雙胍對SW-780細胞增殖和凋亡的影響，以及其可能的機制。實驗結果表明有關物質對SW-780細胞增殖和凋亡誘導具有明顯的抑制作用，潛在的抗腫瘤機制可能與抑制週期素 D1及C-Myc等的表達，以及激活Bax蛋白的表達有關。

## 外部連結
- Cellosaurus entry for SW780（页面存档备份，存于）